# Konebåd
 Der er for få eller ingen kildehenvisninger i denne artikel, hvilket er et problem. Du kan hjælpe ved at angive troværdige kilder til de påstande, som fremføres i artiklen.

En konebåd eller umiak (grønlandsk: umiaq) er navnet på inuiternes større fartøj. Navnet konebåd kom af, at isen ikke kunne brydes igennem af skibe, og gruppen roede derfor op langs østkysten med konebåde (umiakker), overvejende roet af kvinder, i de isfri kystområder.

## Historie
Den ældste daterede konebåd stammer fra omkring år 1500, men konebåde har utvivlsomt været anvendt af Thule-kulturen i hele dennes eksistensperiode (1000-1800). I Østgrønland og i Nordøstcanada var konebåde i brug helt op i 1930'erne. Grønlænderne gik omkring 1920'erne over til at sejle i mere moderne, europæiske bådtyper.
Konebåden blev brugt på flere grønlandsekspeditioner, bl.a. af Wilhelm August Graah i 1828-30 og af Gustav Holms Konebådsekspedition i 1883-85.

## Anvendelse
Umiaqen var fartøjet, der sammen med hundeslæden og kajakken, gjorde inuitternes indvandring i højarktis og Grønland mulig. Bådene transporterede folk gennem de iskolde farvande, fyldt med skær og isflager, oftest eskorteret af mænd i kajakker. Men tidligere blev de også anvendt til hvalfangst, hvor det var mændene, der padlede umiaqen lydløst fremad, så de kunne nærme sig hvalerne.
Der var regionale forskelle i størrelse og design. I Alaska , hvor hvalfangst var hovedaktiviteten, blev der bygget lette smalle både. I det østlige Canada og Grønland dukkede der større og mere massive transportbåde op, der kunne rumme op til 30 personer; Normalt var bådene dog konstrueret med en længde på op til cirka otte meter og en bredde på op til cirka 1,50 meter, til fem til 20 personer. Årebevægelsen blev af og til hjulpet af et lille sejl; bådene havde ingen køl.
Den almindelige konebåd var rummelig og let i forhold til sin størrelse. Den blev roet af 4 eller 6 kvinder. Den blev brugt som befordringsmiddel, når en inuit-familie rejste fra det ene sted til det andet, og rummede derfor hele familiens ejendom: Telt, husgeråd, hunde, børn med mere. Den tålte ikke megen søgang, hvorfor rejserne så vidt muligt blev foretaget langs kysterne, så at man i tilfælde af uvejr kunne søge land. En almindelig dagsrejse med en umiaq var 40—60 km. Inuiterne forstod med snildhed og udholdenhed at manøvrere deres skrøbelige både selv under vanskelige isforhold.

## Bådtype
Konebåden er fladbundet og består af et træskelet, der sammenfalses og sammenbindes. Betrækket består af afhårede sælskind, som sys vandtæt sammen og udspændes over skelettet i udblødt tilstand således, at det efter tørring sidder stramt som et trommeskind.
Skindbåde havde for inuiterne mange fordele frem for andre både. De rummede meget på grund af deres fladbundede form, de var lette at hale på land og op på isen såvel som at bære kortere strækninger over land, og i tilfælde af havari — et hul på skindet, som kan ske, når isen er skarp og tæt — kunne skaden straks afhjælpes ved at presse et stykke spæk mod lækken og senere repareres ved hjælp af nål og tråd. Selv om bådene kom i let pres af isflager, så noget af træværket knækkede, kunne den fuldt anvendes, hvis blot skindet holdt sig tæt. Endelig skal nævnes, at en konebåd kunne flyde på lavt vand, og at den på land kan vendes med bunden i vejret, kunne benyttes som telt.
- Anchorage Museum
- Skelettet til en umiaq.
- En skindbeklædt umiaq.
- Den syede søm i skindet.